# Артеменко Костянтин Григорович
Костянти́н Григо́рович Арте́менко  — (рос. Артеменко Константин Григорьевич; нар. 25 лютого 1925 Хомівка, Житомирська область — пом. 7 жовтня 2006) — український актор і режисер, заслужений артист УРСР (з 1964).

## Життєпис
Народився Костянтин Артеменко 25 лютого 1925 року в с. Хомівка Житомирської області. Учасник Другої світової війни.
У 1957 році закінчив режисерський факультет Київського державного інституту театрального мистецтва ім. І.Карпенка-Карого, а у 1959 році — акторський факультет.
У 1961 в Чернівецькому обласному українському музично-драматичному театрі імені Ольги Кобилянської здійснив виставу драми Марка Кропивницького «Титарівна» (за мотивами однойменної поеми Тараса Шевченка). 1972 поставив цей твір у Рівненському українському музично-драматичному театрі ім. О. Островського.

## Фільмографія
- 1957 — Кінець Чирви-Козиря
- 1960 — Літак відлітає о 9-й
- 1961 — Дмитро Горицвіт — Кальницький
- 1962 — Пилипко «(кіноальманах Зірочка»)[1] — гайдамак
- 1975 — Народжена революцією (в 4-й серії «Ми допоможемо тобі»)
- 1976 — Дніпровський вітер
- 1979 — Вавілон ХХ - куркуль
- 1980 — Оповіді про кохання[2]
- 1981 — Ярослав Мудрий
- 1983 — Вир
- 1994 — Притча[3] (Притча про світлицю)
- 1994 — Гетьманські клейноди
- 1995 — Острів любові  (фільм 5 «Киценька»)
- 1996 — Страчені світанки
- 1999 — День народження Буржуя

та інші фільми.